# Municipio de White River (condado de Madison)
El municipio de White River (en inglés: White River Township) es un municipio ubicado en el condado de Madison en el estado estadounidense de Arkansas. En el año 2010 tenía una población de 248 habitantes y una densidad poblacional de 3,27 personas por km².

## Geografía
El municipio de White River se encuentra ubicado en las coordenadas 35°56′55″N 93°53′34″O / 35.94861, -93.89278. Según la Oficina del Censo de los Estados Unidos, el municipio tiene una superficie total de 75.93 km², de la cual 75,77 km² corresponden a tierra firme y (0,21 %) 0,16 km² es agua.

## Demografía
Según el censo de 2010, había 248 personas residiendo en el municipio de White River. La densidad de población era de 3,27 hab./km². De los 248 habitantes, el municipio de White River estaba compuesto por el 95,16 % blancos, el 0,81 % eran amerindios, el 0,4 % eran isleños del Pacífico, el 1,61 % eran de otras razas y el 2,02 % eran de una mezcla de razas. Del total de la población el 3,63 % eran hispanos o latinos de cualquier raza.